# Каменка (приток Ночной Черняницы)
Каменка — река в России, протекает в Котельничском районе Кировской области. Устье реки находится в 16 км по правому берегу реки Ночная Черняница. Длина реки составляет 13 км.
Исток реки находится в урочище Барановщина в 19 км к северо-западу от Котельнича. Течёт на восток, протекает деревни Вагины, Окуловы. Впадает в Ночную Черняницу юго-западнее села Красногорье.

## Данные водного реестра
По данным государственного водного реестра России относится к Камскому бассейновому округу, водохозяйственный участок реки — Вятка от города Киров до города Котельнич, речной подбассейн реки — Вятка. Речной бассейн реки — Кама.
Код объекта в государственном водном реестре — 10010300312111100036024.